# 2015年のイタリア
2015年のイタリア （2015ねんのイタリア）では、2015年のイタリアに関する出来事について記述する。

## できごと

### 1月
- 1月14日 - ジョルジョ・ナポリターノ第11代大統領、高齢を理由として辞任[1]。
- 1月29日-31日 - 2015年イタリア大統領選挙（英語版）。上院議員321人・下院議員630人・州代表58人の計1,009人よりなる合同会議は、憲法裁判所判事セルジオ・マッタレッラを第12代大統領に選出。4回目の投票でマッテオ・レンツィ首相率いる中道左派の支援を受けて1,009票中655票を獲得し当選。任期は7年[2]。

### 2月
- 2月3日 - セルジオ・マッタレッラ、第12代大統領に就任。

### 5月
- 5月1日 - ミラノ国際博覧会開幕。ミラノでの開催は1906年以来109年ぶり。開催は10月31日まで。

### 6月
- 6月7日-8日 - ドイツバイエルン州エルマウ城で第41回先進国首脳会議。クリミア危機の影響で前回に引き続きロシアを除くG7の枠組みで開催。イタリアからはマッテオ・レンツィ首相が出席。

### 9月
- 9月2日-12日 - 第72回ヴェネツィア国際映画祭。金獅子賞はロレンソ・ビガス監督の『彼方から』が受賞。